# Demonax stabilis
Demonax stabilis là một loài bọ cánh cứng trong họ Cerambycidae.